# Maison forte de Fistillieu
La maison forte de Fistillieu était une ancienne maison forte du XIIIe siècle, au Moyen Âge, siège de la seigneurie de Fistillieu, qui se dressait sur la commune française de Yenne, dans le département de la Savoie en région Auvergne-Rhône-Alpes.

## Situation
La maison forte devait se dresser sur un mamelon au-dessus du hameau des Buchets, face au château de la Dragonnière.

## Histoire
Le fief de Fistillieu (Fistilliaco) et la maison forte sont, au XIIIe siècle, la possession de la famille de Fistillieu ; un Thomas de Fistillieu est cité en 1230.
En 1335, par transaction, Pierre d'Ameysin, fait reconnaître la maison forte de Fistillieu comme étant fief noble d'Ameysin (Yenne). En 1352 Antoine de Fistillieu est notaire à Yenne.
Jacques de Fistillieu est en 1406 trésorier de Savoie. Amédée de Fistillieu acquiert, le 25 février 1438, de noble Jacques du Clos et de ses frères, des servis à Chambuet (Yenne). Claude de Fistillieu est en 1460 recteur de la maladrerie de Yenne (maladrerie d'Entresex). Antoine de Fistillieu, notaire, reçoit le 4 mars 1483 l'acte de fidélité des habitants de Yenne au duc Charles Ier de Savoie.
Pierre de Fistillieu est en 1536, pour le serment d'obéissance à François Ier, procureur de la communauté de Yenne. Il donnera sa fille Marguerite en mariage à François-Louis d'Arcolières. Guillaumette de Fistillieu est vers 1590 l'épouse de Claude-Charles du Châtelard.
Charles-Emmanuel de Seyssel du Châtelard, né vers 1657, est seigneur de Fistillieu. La maison forte restera la possession de cette famille jusqu'en 1730 ou une partie de la rente féodale est vendue par Gilibert de Seyssel Châtelard, date après laquelle on perd toute trace du fief.

## Description
Il ne subsiste aucune trace de la maison forte.